# فیض‌آباد (ریوند)
فیض‌آباد، روستایی از توابع بخش مرکزی شهرستان نیشابور در استان خراسان رضوی ایران است.

## جمعیت
این روستا در دهستان ریوند قرار دارد و براساس سرشماری مرکز آمار ایران در سال ۱۳۹۰، کمتر از ۳ خانوار در آن سکونت داشته‌اند.